# 交通系
交通系是中国北洋军阀统治时期一个政治派系。分为以梁士诒为首的“旧交通系”和以曹汝霖为首的“新交通系”。

## 旧交通系
交通系起源于晚清负责铁路、航运、邮政、通信和交通银行事业的邮传部官僚。因为该部门是一个财政收入较高的部门，因而有较多的发言权，并派生出名为交通系的官僚体系。“交通系”控制着当时的国家经济命脉，是袁世凯政府的支柱之一。1912年中华民国首届内阁总理唐绍仪是交通系的创始人。之后经过曾任袁世凯政府秘书长的梁士诒多年培植，逐步发展起来。重要人物包括周自齐、叶恭绰、朱启钤、汪有龄等。

## 新交通系
“新交通系”主要是段祺瑞政府中曹汝霖、陆宗舆、章宗祥等人结成的政治派系。是五四运动的直接斗争对象。